# Kimmo Karhu
Kimmo Karhu (* 15. Februar 1968) ist ein ehemaliger finnischer Radrennfahrer und nationaler Meister im Radsport.

## Sportliche Laufbahn
Karhu war im Straßenradsport aktiv. 1989 gewann er die nationale Meisterschaft im Straßenrennen. 2000 siegte Karhu im Fuji Peloton Grand Prix und gewann den Rosendahl Grand Prix in Finnland.
Er startete für den Verein Porvoon Akilles.

## Familiäres
Sein Vater Eero Karhu war 1967 und 1968 finnischer Meister im Straßenrennen.